# Eva Maria Tittes
Eva Maria Tittes, bürgerlich Eva Maria Schlandt (* 4. Juni 1934 in Kronstadt; † 14. Oktober 2015 in Starnberg, Deutschland), war eine deutsche Filmeditorin.

## Leben und Wirken
Eva Maria Tittes erhielt ab Mitte der 1950er Jahre ihre fachliche Ausbildung und war in der zweiten Hälfte desselben Jahrzehnts und zu Beginn der 1960er Jahre als Cutter-Assistentin an Filmen wie Nachts, wenn der Teufel kam (1957) und Soldatensender Calais (1960) beteiligt. 1963 begann sie, an der Seite der Kollegin Anni Lautenbacher, ihre Chefcutterin-Karriere bei dem Kino-Abenteuerfilm Das Todesauge von Ceylon, wechselte aber kurz darauf zum Fernsehen. Hier fertigte sie in den kommenden zwei Jahrzehnten den Filmschnitt zu einer Reihe von Folgen beliebter ZDF-Krimiserien wie Das Kriminalmuseum, Der Kommissar, Derrick und Der Alte, war aber auch mit der Endfassung zu ambitionierten Einzelproduktionen, oftmals mit historischen Handlungshintergrund, wie Die Flucht nach Holland, Die Münchner Räterepublik und der mehrteiligen Abenteuergeschichte Cagliostro befasst. Ihr künstlerisch wichtigster Film wurde 1971 die mehrfach preisgekrönte Joseph-Roth-Verfilmung Das falsche Gewicht von Bernhard Wicki. Mit 50 Jahren zog sich Eva Maria Tittes, die in späten Jahren auch als Eva Maria Tittes-Schlandt geführt wurde, ins Privatleben zurück.

## Filmografie
Beim Fernsehen, wenn nicht anders angegeben
- 1963: Das Todesauge von Ceylon (Kino)
- 1965: Oberst Wennerström
- 1966: Das Millionending
- 1967: Die Flucht nach Holland
- 1965–68: Das Kriminalmuseum
- 1965–68: Die fünfte Kolonne
- 1969: Der Kommissar
- 1969: Happening in Weiß (Kino)
- 1970: Die Berufe des Herrn K
- 1971: Karpfs Karriere
- 1971: Die Münchner Räterepublik
- 1971: Das falsche Gewicht
- 1973: Cagliostro
- 1977: Kunst in Fesseln
- 1979–1984: Derrick
- 1979–1984: Der Alte